# Julian Phelps Allan
Julian Phelps Allan, anteriormente Eva Dorothy Allan, OBE (1892–1996) foi um escultor inglês ativo entre 1923 e 1960. Além de esculpir, ela serviu na Primeira e na Segunda Guerras Mundiais, eventualmente se tornando coronel do Serviço Territorial Auxiliar e a primeira Presidente do Conselho de Seleção do Gabinete de Guerra ATS.

## Infância e educação
Allan nasceu Eva Dorothy Allan em Millbrook, Southampton em 1892.
Durante a Primeira Guerra Mundial, ela serviu como capitão do Corpo Auxiliar do Exército Queen Mary na França de 1917 a 1919.
Após a guerra, Allan treinou como professor de ciências domésticas, depois passou a estudar arte na Westminster School of Art e, de dezembro de 1922 a dezembro de 1927, na Royal Academy of Arts. Ela foi premiada com uma bolsa Landseer em 1923 e ganhou a medalha de ouro da Royal Academy em 1925.
Em 1926 Allan foi para Florença como aluno do Libero Andreotti. Ela também estudou com Eric Gill.

## Como artista
Allan pesquisou e estudou ao longo de sua vida profissional, visitando a Iugoslávia em 1933; Croácia (onde conheceu Ivan Meštrović em Zagreb) em 1936; ela foi para a França para estudar arte românica após a Segunda Guerra Mundial; e em 1954, a Sérvia e a Iugoslávia, para pesquisar a pintura de parede bizantina.
Muitas de suas obras, principalmente desde 1947, são de tema eclesiástico. Ela é descrita como uma pessoa determinada e religiosa que valoriza sua independência e capacidade de escolha. Ela também produziu esculturas arquitetônicas, incluindo baixos-relevos para os hospitais Lambeth e Maudsley.
Allan expôs na Royal Academy entre 1929 e 1938, retornando em 1946 e 1949, e a partir de 1947, expôs seu trabalho na Royal Society of Arts. Ela foi um membro associado da Royal British Society of Sculptors de março de 1938 até que renunciou em 1941, mas voltou em 1945, e foi nomeada Fellow em 1947.
Ela também foi membro da organização "Esculturas e Memoriais", que foi fundada em 1934 para apoiar escultores britânicos que trabalhavam com pedras locais.
De 1950 a 1970, Allan morou na Escócia, morando em Balerno, Edimburgo, onde teve um estúdio que mais tarde foi assumido pelo escultor Michael Snowden.

### Obras significativas
O trabalho de Allan pode ser visto em todo o Reino Unido. Alguns de seus trabalhos mais significativos incluem:
- Busto de Marjorie Dunlop na Tate Gallery (1928).[9]
- A lápide de Emmeline Pankhurst no cemitério de Brompton (1928–1930).[1]
- O relevo do altar na Downe House School (1932).
- Winged Victory, capela do St. Dunstans National Center em Ovingdean (1938).[6]
- Latão monumental e bronzes memoriais.

## Vida pessoal
Allan assumiu formalmente a identidade de Julian Phelps Allan em 1929. Os curadores da Tate sugeriram que, ao adotar um nome masculino, Allan estava declarando sua identidade lésbica. Allan, que achava difícil conseguir trabalho em estúdios ou workshops por ser mulher, também pode ter sentido que para seu trabalho ser "levado mais a sério" ela precisava de um nome masculino. No entanto, Allan deixou claro que embora ela tivesse mudado seu nome, ela preferia manter os pronomes femininos e na correspondência era tratada como "Srta. Julian P. Allan".
Na Segunda Guerra Mundial, Allan serviu no Serviço Territorial Auxiliar, onde se tornou coronel, e foi a primeira presidente do Conselho de Seleção do Escritório de Guerra da ATS. Ela foi posteriormente premiada com o OBE.
Allan foi registrado cego em 1974 e ficou surdo mais tarde na vida.

## Morte
Julian Phelps Allan morreu aos 103 anos em 31 de janeiro de 1996 em Buckinghamshire, Inglaterra.